# Bloomingdale (New Jersey)
Bloomingdale ist eine Stadt im Passaic County des Bundesstaats New Jersey in den Vereinigten Staaten. Das U.S. Census Bureau ermittelte bei der Volkszählung 2020 eine Einwohnerzahl von 7777.

## Geographie
Nach dem United States Census Bureau hat die Stadt eine Gesamtfläche von 23,9 km², davon 22,8 km² Land- und 1,1 km² (4,45 %) Wasserfläche.

## Demographie
Nach der Volkszählung von 2000 gibt es 7610 Menschen, 2847 Haushalte und 2078 Familien in der Stadt. Die Bevölkerungsdichte beträgt 333,9 Einwohner pro km². 95,55 % der Bevölkerung sind Weiße, 0,42 % Afroamerikaner, 0,12 % amerikanische Ureinwohner, 2,19 % Asiaten, 0,00 % pazifische Insulaner, 0,67 % anderer Herkunft und 1,05 % Mischlinge. 4,36 % sind Latinos unterschiedlicher Abstammung.
Von den 2847 Haushalten haben 31,8 % Kinder unter 18 Jahre. 60,9 % davon sind verheiratete, zusammenlebende Paare, 8,7 % sind alleinerziehende Mütter, 27,0 % sind keine Familien, 21,9 % bestehen aus Singlehaushalten und in 6,2 % Menschen sind älter als 65. Die Durchschnittshaushaltsgröße beträgt 2,63, die Durchschnittsfamiliengröße 3,09.
22,3 % der Bevölkerung sind unter 18 Jahre alt, 6,4 % zwischen 18 und 24, 34,3 % zwischen 25 und 44, 25,2 % zwischen 45 und 64, 11,9 % älter als 65. Das Durchschnittsalter beträgt 38 Jahre. Das Verhältnis Frauen zu Männern beträgt 100:97,8, für Menschen älter als 18 Jahre beträgt das Verhältnis 100:94,9.
Das jährliche Durchschnittseinkommen der Haushalte beträgt 67.885 USD, das Durchschnittseinkommen der Familien 75.433 USD. Männer haben ein Durchschnittseinkommen von 46.351 USD, Frauen 36.607 USD. Das Prokopfeinkommen der Stadt beträgt 27.736 USD. 3,4 % der Bevölkerung und 2,0 % der Familien leben unterhalb der Armutsgrenze, davon sind 3,8 % Kinder oder Jugendliche jünger als 18 Jahre und 3,5 % der Menschen sind älter als 65.

## Persönlichkeiten
- Scott A. Spellmon (* 1963), Generalleutnant der United States Army